# El Juncal-Híspalis
El Juncal-Híspalis es un barrio de Sevilla (España), que pertenece al distrito Sur. Está situado en la zona nordeste del distrito. Limita al norte con los barrios de Ciudad Jardín y El Cerro del Águila; al este, con el barrio de Polígono Sur; y al oeste, con los barrios de Avenida de la Paz y Felipe II-Los Diez Mandamientos.

## Lugares de interés
- Hytasa
- Hermandad Sacramental del Juncal
- Antiguo Matadero de Sevilla